# Johan Stjernstedt
Johan Lars Wilhelm Stjernstedt (i riksdagen kallad Stjernstedt i Tisslinge), född 25 juli 1865 på Risberga säteri i Östuna socken, död där 7 november 1947, var en svensk friherre, lantbrukare och politiker. Han var son till friherren och riksdagsmannen August Stjernstedt av släkten Stjernstedt och far till friherren och riksdagsmannen Lennart Stiernstedt.
Johan Stjernstedt var lantbruksbiträde på Risberga 1884-1895 och ägnade sig därefter åt lantbruksstudier i Storbritannien 1894-1895. 1896-1899 var han lantbruksbiträde på Högantorps gård. Därefter arrenderade han 1899-1904 Risberga och därefter 1904-1926 Tisslinge. Från 1909 var han förvaltare på Risberga och 1902-1916 nämndeman i Långhundra härad. Från 1905 var han ordförande i Östuna sockens kommunalnämnd och stämma, samt VD för Knivsta mejeriförening och ordförande i dess styrelse 1910-1924. Stjernstedt var även ledamot av Stockholms läns veterinärstyrelse 1910-1928 och från 1928 styrelsens ordföranade. 1912-1916 och från 1919 var Stjernstedt landstingsman i Stockholms län. Därtill var han från 1912 ledamot av styrelsen för Löwenströmska lasarettet, från 1913 ordförande i Stockholms läns västra hushållningsgille, ledamot av Stockholms läns hushållningssällskaps förvaltningsutskott från 1914, ledamot av "Venngarnkommissionen" 1914 och från 1916 ledamot av styrelsen för statens alkoholistanstalt vid Venngarn. Från 1916 var han tillförordnad domänintendent i Stockholms län och från 1927 även i Uppsala län. Johan Stjernstet mottog 1928 Hushållningssällskapets guldmedalj.
Han var riksdagsledamot i andra kammaren för Stockholms läns norra valkrets 1921.